# Maia (gemeente in Portugal)
Maia is een voorstad van de stad Porto en gemeente in het Portugese district Porto.
De gemeente heeft een totale oppervlakte van 83,70 km² en telde 120.111 inwoners in 2001.
In Maia ligt internationale luchthaven Francisco Sá Carneiro.

## Plaatsen in de gemeente
- Águas Santas
- Barca
- Folgosa
- Gemunde
- Gondim
- Gueifães
- Maia
- Milheirós
- Moreira
- Nogueira
- Pedrouços
- Santa Maria de Avioso
- São Pedro de Avioso
- São Pedro Fins
- Silva Escura
- Vermoim
- Vila Nova da Telha

## Geboren
- Bruno Fernandes (1994), voetballer

## Sport
De plaatselijke voetbalclub FC Maia speelde van 1997 tot 2006 in de op een na hoogste divisie van Portugal, de Segunda Liga.